# Каламондин

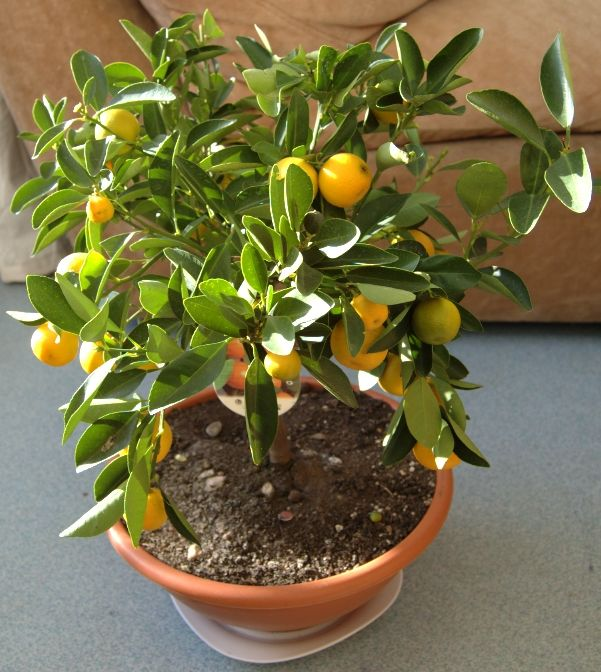
Каламондин з плодами

Каламондин або цитрофортунелла (×Citrofortunella microcarpa) — вічнозелена рослина родини рутових, гібрид мандаринового дерева з кумкватом; походить з Південно-Східної Азії.
Каламондин — компактна рослина з дрібним глянцевим темнозеленим листям з приємним запахом. Квіти білі, ароматні. Плоди дрібні (розміром з волоський горіх), схожі на маленькі мандарини, з тонкою помаранчевою ароматною шкіркою. На дорослому дереві одночасно можуть бути присутні плоди та квіти. В природі досягає заввишки до 5 м, при кімнатному утриманні — до 1 м.

## Утримання в кімнаті

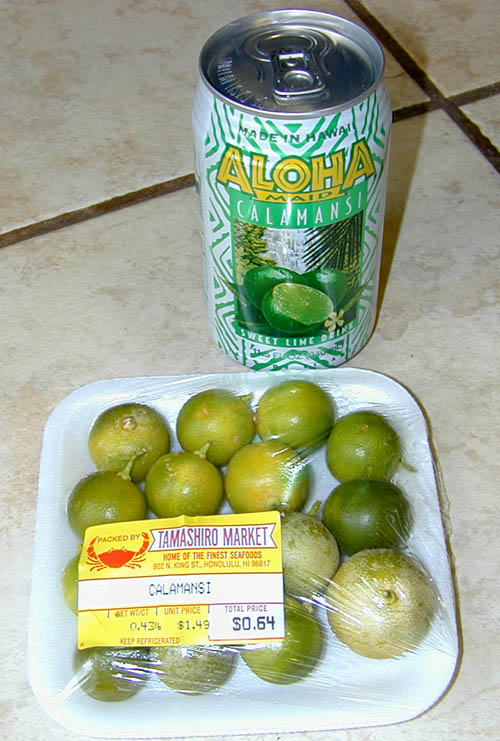

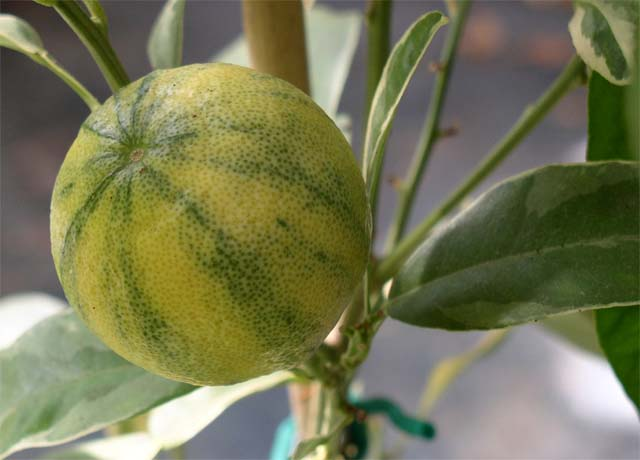
Нестиглий плід каламондина

Швидко росте, рясно цвіте і плодоносить. Добре росте в умовах кімнатного утримання. Однаково добре переносить прохолодну (+12-15°C) і теплу (+18-20°C) зимівлю. Для зростання і цвітіння необхідна температура +20-25°C, вологість повітря близько 70%, добре освітлення з притіненням від прямих сонячних променів. Потребує рясного поливу, обприскування листя, доброго дренажу, періодичної підгодівлі.
Під час весняної пересадки бажано підрізати гілки для додання рослині пишної форми. Влітку може перебувати на відкритому повітрі, при цьому слід оберігати рослину від перегріву листя та горщика. Для доброго цвітіння та плодоносіння взимку бажано витримувати в прохолодних умовах. При різкій зміні орієнтації щодо світла може скинути частину листя, тому, для рівномірного розростання крони, горщик з рослиною бажано повертати не більше, ніж на декілька градусів щодня.
Квітнути зазвичай починає в середині весни або влітку, визрівання плодів триває 6-9 місяців. Для гарантованого плодоносіння квіти бажано запилювати вручну м'яким пензликом. Плодоносити починає при досягненні висоти близько 25 см. Плоди їстівні, гіркувато-кислі, ароматні, містять багато кісточок, шкірка солодка. Після плодоносіння потребує відпочинку з прохолодною зимівлею (+12-15°C) при зменшенні освітлення, наприклад — на північному вікні з екраном для захисту від теплого повітря.